# Gustavo Quintero
Gustavo de Jesús Quintero Morales (Rionegro, 23 de diciembre de 1939-Medellín, 18 de diciembre de 2016) fue un cantautor colombiano.

## Biografía
Quintero estudió en la escuela Édgar Poe Restrepo de Medellín y desde muy pequeño tenía sus dotes musicales. Participaba de coros de iglesias y recibía clases en la escuela de Bellas Artes en Medellín. Estudió Economía en la Universidad de Antioquia, carrera que nunca pudo terminar. Durante alguna parte de su vida vivió en Cali, donde formó el grupo Los Gatos. A su regreso a Medellín conformó el grupo Los Hispanos, con el que se consolidó en su música.
Empezó en su trayectoria con los Teen Agers después de una etapa exitosa. Después fue la voz líder y el primer cantante profesional del conjunto "Los Hispanos". El primer disco que sacó con la agrupación se llamó La goma que hace globitos. Luego llamarían a Rodolfo Aicardi a reemplazarlo, pues dejaba "Los Hispanos" para formar "Los Graduados". Sus célebres canciones son Don Goyo, La Cinta Verde, La Maestranza, Así Empezaron Papá y Mamá, El Aguardientosky, La pelea del siglo, entre otras.

## Fallecimiento
Gustavo El "Loko" Quintero había tenido varios problemas y complicaciones de salud, su fallecimiento se produjo el día domingo 18 de diciembre del 2016 a las 1:40 de la madrugada en la Clínica Las Américas de la ciudad de Medellín víctima de un cáncer de estómago, su muerte conmocionó al país y a la música tropical, 5 días después el artista cumpliría 77 años de edad. Sus restos fueron cremados y fue despedido por artistas y colegas de su agrupación. Sus hijos, Jhonatan y Gustavo siguieron el legado musical de su padre.

## Composiciones
Algunos de los éxitos grabados por Gustavo Quintero:
| - Pinocho - La cinta verde - Celia - El orangután - Cumbia sincelejana - La gorda - El twist del esqueleto (El profesor Rui, rúa) - Fanny - Color de arena - Acuyeye - No existe el amor - Chico ja, ja - Isla de San Andrés - El casamiento - Ojos gachos - El 24 - Rosa blanca - Así empezaron papá y mamá - Negra cumbiambera - Ese muerto no lo cargo yo (Don Goyo) - La danza de la chiva - La cañaguatera - Fantasia nocturna (Lucerito) - Romance tropical - Alumbra luna - Muñequita ibaguereña (Andaluz) - Carita de ángel - Piratas del aire - Linda morena - El aguardientosky - Cumbia en Cartagena - Los gansos - La bala | - El culebrero - Viejo guacarnaco - La banda del vecino - Tan bella y tan presumida - La pelea del siglo - Cumbia triste - Al compás de las polleras - El culebrero - Ramita de matimba - Me lo prohibió el doctor - La charamusca - El besito de año nuevo - Capullito de rosa (Sirena del mar) - Quita la mano - Juanito preguntón - La maestranza - La quinceañera - Otro año - Mona linda - Matilde Lina - Caracoles de colores - Cande, Candelaria - Las abarcas - Cumbia negra - Golearon al diablo - Corazón de acero - Para Santa Marta - Desde que llegaste tú - Llora corazón - Capullo de rosa blanca - Los apodos - Si te vas de mí (Que te mate el tren) - Se necesitan dos |

## Recopilaciones
Lo mejor de lo mejor Los Graduados canta: Gustavo Quintero (1978) Codiscos
- 1. La maestranza (Antonio Fernández)
- 2. Juanito preguntón (Ray Golero)
- 3. Ese muerto no lo cargo yo (Graciela Arango de Tobón)
- 4. La banda del vecino (José Muñoz)
- 5. El aguardientoski (Gildardo Montoya)
- 6. Los apodos (José Muñoz)
- 7. Así empezaron papá y mamá (Luis Ángel García)
- 8. Capullo de rosa blanca (Julio Fontalvo)
- 9. El farolito (Graciela Arango de Tobón)
- 10. La negra (Alberto "Beto" Murgas)
- 11. La sirena (Luis Felipe González)
- 12. La ballena de Jonás (Gildardo Montoya)
- 13. Otro año (Ramón Vargas)
- 14. El paisa Bedoya (Graciela Arango de Tobón)

De fiesta por Colombia Los Graduados, Los Hispanos (1979) Codiscos
Los Graduados:
- 1. La maestranza (Antonio Fernández)
- 2. Rosa blanca (José Garibaldi Fuentes)
- 3. Juanito preguntón (Ray Golero)
- 4. Negra cumbiambera (Nicolás Ortíz)
- 5. El grillo (Antonio Posada)
- 6. Corazón de acero (Rubén Darío Salcedo)
- 7. Ese muerto no lo cargo yo (Graciela Arango de Tobón)
- 8. Desde que llegaste tú (Enrique Aguilar)
- 9. La sirena (Luis Felipe González)
- 10. El paganini (Gildardo Montoya)
- 11. La mano en el hombro (Luis Hernández)
- 12. El chino chan pú (Gildardo Montoya)
- 13. El culebrero (Gildardo Montoya)
- 14. El pañuelo blanco (Graciela Arango de Tobón)
- 15. El aguardientoski (Gildardo Montoya)
- 16. La ballena de Jonás (Gildardo Montoya)
- 17. Alumbra luna (José Barros)
- 18. La hamaca grande (Adolfo Pacheco)

Los Hispanos:
- 1. Mosaico De pelicula # 1 (El conductor  Alberto Buitrago/José Antonio Bedoya, La pata pela Julio Erazo, Los gotereros José Muñoz, La mija Hernando Vergara)
- 2. Fantasia nocturna (Adolfo Echeverría)
- 3. La quinceañera (Arnulfo Briceño)
- 4. Ramita de matimba (Samuel Rosendo Martínez)
- 5. La colegialala (Julio de la Ossa/Rubén Darío Salcedo)
- 6. Al compás de las polleras (Edmundo Arias)
- 7. Para Santa Marta (Adolfo Echeverría)
- 8. Caracoles de colores (Aníbal Velázquez)
- 9.  Los gansos (Adolfo Echeverría)
- 10. Carita de ángel (Enrique Aguilar)
- 11. Muñequita ibaguereña (José Garibaldi Fuentes)
- 12. Gaita cumbiambera (José Garibaldi Fuentes)

Época de oro de Los Graduados 16 grandes éxitos (1985) Codiscos
- 1. Carita de ángel (Enrique Aguilar)
- 2. Color de arena (Luis Escobar/Aníbal Ángel)
- 3. Ese muerto no lo cargo yo (Graciela Arango de Tobón)
- 4. Capullo de rosa blanca (Julio Fontalvo)
- 5. Negra cumbiambera (Nicolás Ortíz)
- 6. Desde que llegaste tú (Enrique Aguilar)
- 7. Fantasia nocturna (Adolfo Echeverría)
- 8. Corazón de acero (Rubén Darío Salcedo)
- 9. La charamusca (Samuel Rosendo Martínez)
- 10. La maestranza (Antonio Fernández)
- 11. Los gansos (Adolfo Echeverría)
- 12. La quinceañera (Arnulfo Briceño)
- 13. Para Santa Marta (Adolfo Echeverría)
- 14. La pelea del siglo (Gildardo Montoya)
- 15. Caracoles de colores (Aníbal Velázquez)
- 16. Alumbra luna (José Barros)

 La pelea del siglo Los Hispanos, Los Graduados (1993) Codiscos
- 1. Mosaico Hispano # 2 (Ya voy Toño José Muñoz, Festival en Guarare Dorindo Cárdenas, Casi, casi D.R.A., La danza de la chiva Miguel Ángel Rodríguez) Los Hispanos
- 2. Ese muerto no lo cargo yo (Graciela Arango de Tobón) Los Graduados
- 3. Carita de ángel (Enrique Aguilar) Los Hispanos
- 4. La banda del vecino (José Muñoz) Los Graduados
- 5. Ramita de matimba (Samuel Rosendo Martínez) Los Hispanos
- 6. El aguardientoski (Gildardo Montoya) Los Graduados
- 7. Tan bella y tan presumida (Ruth Iriarte Agamez) Los Hispanos
- 8. Caracoles de colores (Aníbal Velásquez) Los Graduados
- 9. Para Santa Marta (Adolfo Echeverría) Los Hispanos
- 10. Fantasia nocturna (Adolfo Echeverría) Los Graduados
- 11. La charamusca (Samuel Rosendo Martínez) Los Hispanos
- 12. Así empezaron papá y mamá (Luis Ángel García) Los Graduados
- 13. Muñequita ibaguereña (José Garibaldi Fuentes) Los Hispanos
- 14. La pelea del siglo (Gildardo Montoya) Los Graduados
- 15. Los gansos (Adolfo Echeverría) Los Hispanos
- 16. Corazón de acero (Rubén Darío Salcedo) Los Graduados
- 17. La cañaguatera (Isaac Carrillo) Los Hispanos
- 18. Juanito preguntón (Ray Golero) Los Graduados
- 19. La quinceañera (Arnulfo Briceño) Los Hispanos
- 20. Los apodos (José Muñoz) Los Graduados

Los Graduados 25 años de éxitos Vol. 1 (1995) Codiscos
- 1. Las abarcas (Nicolás Ortíz)
- 2. Otro año (Ramón Vargas)
- 3. La maestranza (Antonio Fernández)
- 4. El velerito (Rubén Darío Salcedo)
- 5. Y no se ve (Adolfo Echeverría)
- 6. Quita la mano (Rafael Buendía)
- 7. Ojos gachos (Alfredo Gutiérrez)
- 8. Alumbra luna (José Barros)
- 9. Llora corazón (José Garibaldi Fuentes)
- 10. El besito de año nuevo (Gildardo Montoya)
- 11. Si te vas de mí (Domingo Rullo)
- 12. Matilde Lina (Leandro Díaz)
- 13. El grillo (Antonio Posada)
- 14. El culebrero (Gildardo Montoya)
- 15. Negra cumbiambera (Nicolás Ortíz)
- 16. Desde que llegaste tú (Enrique Aguilar)
- 17. El aguardientoski (Glidardo Montoya)
- 18. El 24 (Ramón Vargas)
- 19. La bolita (Gildardo Montoya)
- 20. La pelea del siglo (Gildardo Montoya)

Los 30 Mejores de antología Los Hispanos, Los Graduados (1999) Codiscos
Álbum # 1
- 1. Fantasia nocturna (Adolfo Echeverría) Los Hispanos
- 2. Caracoles de colores (Aníbal Velásquez) Los Graduados
- 3. Golearon al diablo (Arturo Ruiz del Castillo) Los Hispanos
- 4. La pelea del siglo (Gildardo Montoya) Los Graduados
- 5. Los gansos (Adolfo Echeverría) Los Hispanos
- 6. Alumbra luna (José Barros) Los Graduados
- 7. Ramita de matimba (Samuel Rosendo Martínez) Los Hispanos
- 8. Ese muerto no lo cargo yo (Graciela Arango de Tobón) Los Graduados
- 9. Al compás de las polleras (Edmundo Arias) Los Hispanos
- 10. Los apodos (José Muñoz) Los Graduados
- 11. La danza de la chiva (Miguel Ángel Rodríguez) Los Hispanos
- 12. El aguardientosky (Gildardo Montoya) Los Graduados
- 13. Para Santa Marta (Adolfo Echeverría) Los Hispanos
- 14. La banda del vecino (José Muñoz) Los Graduados
- 15. Mosaico Hispano (El conductor Alberto Buitrago/José Antonio Bedoya, La pata pela Julio Erazo, Los gotereros José Muñoz, La mija Hernando Vergara) Los Hispanos

Álbum # 2
- 1. La quinceañera (Arnulfo Briceño) Los Hispanos
- 2. Juanito preguntón (Ray Golero) Los Graduados
- 3. La cañaguatera (Isaac Carrillo) Los Hispanos
- 4. Así empezaron papá y mamá (Luis Ángel García) Los Graduados
- 5. Carita de ángel (Enrique Aguilar) Los Hispanos
- 6. La maestranza (Antonio Fernández) Los Graduados
- 7. La bala (Arnulfo Chino Hassan) Los Hispanos
- 8. Corazón acero (Rubén Darío Salcedo) Los Graduados
- 9. Se necesitan dos (Billo Frometa) Los Hispanos
- 10. Capullito de rosa (Rubén Darío Salcedo) Los Graduados
- 11. Me lo prohibió el doctor (Rangel/A. Salas) Los Hispanos
- 12. Ojos gachos (Alfredo Gutiérrez) Los Graduados
- 13. Tan bella y tan presumida (Ruth Iriarte Agamez) Los Hispanos
- 14. Mosaico Graduado (Noche buena Lucho Bermúdez, Arbolito de navidad José Barros, Vuela paloma Caraballo Montés, Mula rusia D.R.A.) Los Graduados
- 15. Mona linda (Lucho Bermúdez) Los Hispanos

## Congos de Oro
Otorgado en el Festival de Orquestas del Carnaval de Barranquilla:
| Año  | Trabajo nominado                 | Categoría | Resultado |
| ---- | -------------------------------- | --------- | --------- |
| 1971 | Gustavo Quintero y Los Graduados | Conjunto  | Ganador   |